# Nesle-la-Reposte
Nesle-la-Reposte je francouzská obec v departementu Marne v regionu Grand Est. Žije zde 91 obyvatel.

## Geografie
Obec leží u trojmezí departementů Marne – Aube – Seine-et-Marne, tedy u hranic regionu Grand Est s regionem Île-de-France.

### Sousední obce
| Růžice kompasu | Bouchy-Saint-Genest                        | Les Essarts-le-Vicomte      | La Forestière | Růžice kompasu |
| Růžice kompasu | Louan-Villegruis-Fontaine (Seine-et-Marne) | Sever                       | Bethon        | Růžice kompasu |
| Růžice kompasu | Louan-Villegruis-Fontaine (Seine-et-Marne) | Nesle-la-Reposte            | Bethon        | Růžice kompasu |
| Růžice kompasu | Louan-Villegruis-Fontaine (Seine-et-Marne) | Jih                         | Bethon        | Růžice kompasu |
| Růžice kompasu |                                            | Villenauxe-la-Grande (Aube) | Montgenost    | Růžice kompasu |